# 371.
◄ | 3. stoljeće | 4. stoljeće | 5. stoljeće | ►
◄ | 340-ih | 350-ih | 360-ih | 370-ih | 380-ih | 390-ih | 400-ih | ►
◄◄ | ◄ | 368. | 369. | 370. | 371. | 372. | 373. | 374. | ► | ►►
Astronomija • Književnost • Kršćanstvo

## Rođenja
- Valentinijan II., rimski car († 392.)

## Vanjske poveznice
|  | Zajednički poslužitelj ima još gradiva o temi 371. |